# Bob Brady
Robert A. „Bob” Brady (ur. 7 kwietnia 1945) – amerykański polityk, członek Partii Demokratycznej. Od 1998 do 2019 jest przedstawicielem pierwszego okręgu wyborczego w stanie Pensylwania w Izbie Reprezentantów Stanów Zjednoczonych.